# 薩米利夫卡 (大羅加奇克區)
47°7′48″N 34°26′47″E / 47.13000°N 34.44639°E
薩米利夫卡（烏克蘭語：Самійлівка）是位於烏克蘭南部的村莊，由赫爾松州卡霍夫卡區的上羅哈奇克市鎮負責管轄。該村面積3.38平方公里，海拔高度79米，2001年人口605，人口密度每平方公里179.1人。